# Sethenira
Sethenira är ett släkte av insekter. Sethenira ingår i familjen bredkantskinnbaggar.
Kladogram enligt Catalogue of Life:
| Sethenira | \| \| Sethenira ferruginea \| \| \| \| \| \| Sethenira testacea \| \| \| \| |
|           | \| \| Sethenira ferruginea \| \| \| \| \| \| Sethenira testacea \| \| \| \| |
|           | Sethenira ferruginea                                                        |
|           |                                                                             |
|           | Sethenira testacea                                                          |
|           |                                                                             |